# سیارک ۳۹۶۷
سیارک ۳۹۶۷ (به انگلیسی: 3967 Shekhtelia، نامگذاری:1976YW2) سه هزار و نهصد و شصت و هفتمین سیارک کشف شده‌است که در ۱۶ دسامبر ۱۹۷۶ کشف شد.
قدر مطلق سیارک برابر ۱۱٫۳۰ است.